# Hvítá (Borgarfjörður)

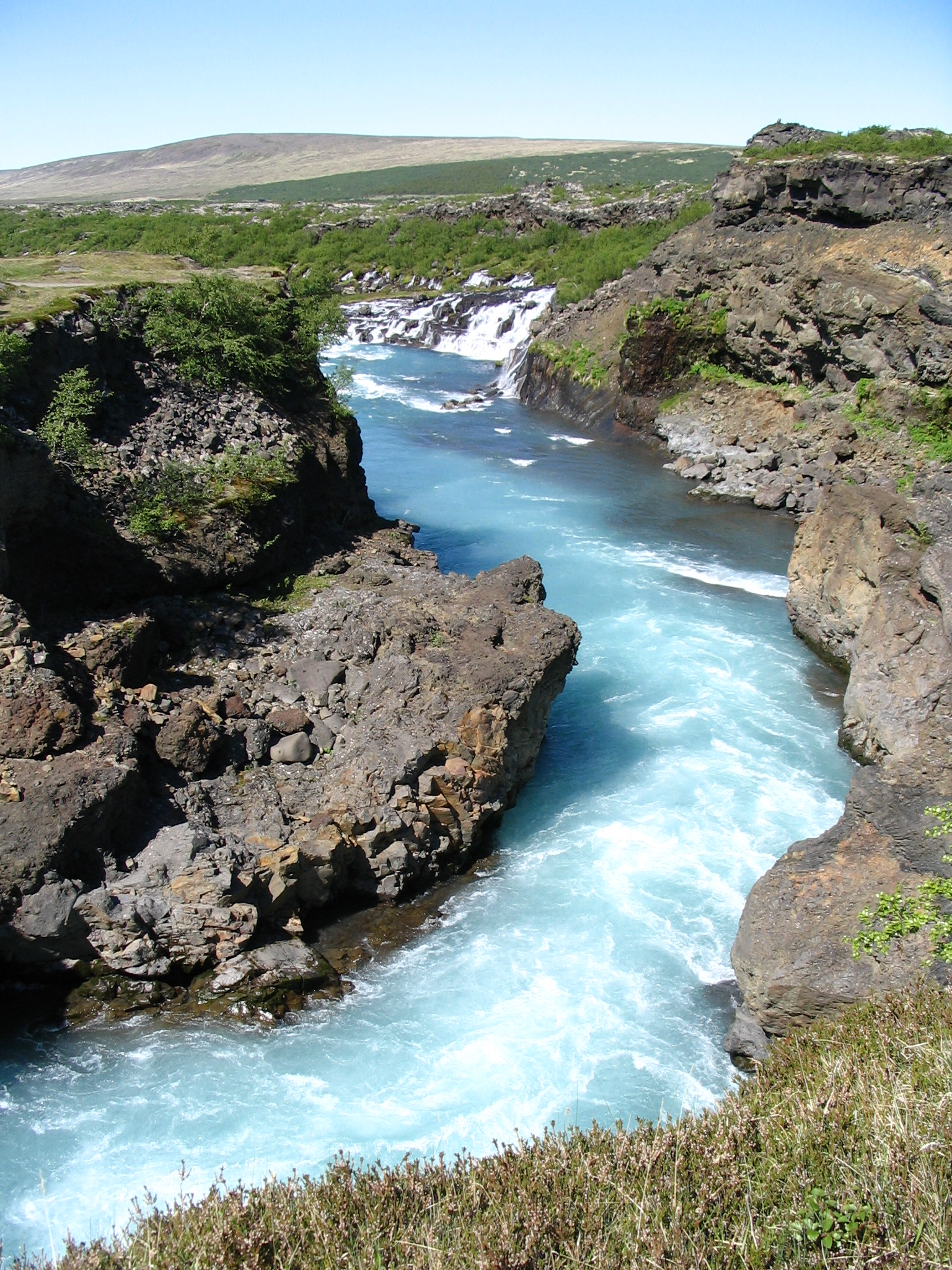
Hvítá boven Hraunfossar

De Hvítá is een rivier op IJsland. Op IJsland zijn er meerdere rivieren die de naam Hvítá (IJslands voor Witte rivier) dragen. Dit komt doordat veel rivieren op IJsland smeltwater van gletsjers vervoeren. Door het sediment dat er in zit, hebben ze een grijze tot lichte melkachtige kleur. De Hvítá in het Borgarfjörðurdistrict is een rivier in het westen van IJsland. De rivier heeft zijn bron in het Lavaveld Hallmundarhraun en perst zich via de Barnafoss een eindje de diepte in. Even verder stroomafwaarts voegt het water van de Hraunfossar zich bij de rivier. Daarna stroomt de rivier door het dal Hvítárdalur om uiteindelijk in de Borgarfjörður fjord uit te monden.
Een andere belangrijke rivier die Hvítá heet, ligt in het zuiden van IJsland. In deze rivier ligt de Gullfoss.